# Juan Ignacio Morro
Juan Ignacio Morro Villacián (Valladolid, 15 de abril de 1962) es un diplomático español. Es embajador de España ante el Consejo de Europa (desde 2023).

## Biografía
En el año 1992, ingresó en la carrera diplomática, trabajando en el Ministerio de Asuntos Exteriores, en el que ocupó cargos de responsabilidad. En los años posteriores estuvo destinado en las embajadas de España en Seúl, Moscú, Ginebra, Nueva York y Pekín.
Tras regresar a España en 2014, fue subdirector general de No Proliferación y Desarme en el Ministerio de Asuntos Exteriores y Cooperación. En 2017, fue nombrado director general de Naciones Unidas y Derechos Humanos.
Fue Embajador de España en la República de Corea (2018-2022).
En enero de 2025 fue ascendido a la categoría de Ministro Plenipotenciario de segunda clase.